# Praha-Holešovice zastávka
Praha-Holešovice zastávka egy csehországi vasútállomás, Prágában.

## Megközelítés helyi közlekedéssel
- Vonat:   S4

## Vasútvonalak
Az állomást az alábbi vasútvonalak érintik:
- Prága–Děčín-vasútvonal

## Szomszédos állomások
A vasútállomáshoz az alábbi állomások vannak a legközelebb:
- Praha Masarykovo nádraží (Praha Masarykovo nádraží, Prága–Děčín-vasútvonal)
- Praha-Podbaba